# Hosszú-hegy
A Hosszú-hegy egy hosszan elnyúló hegy a Pilisben, melynek gerince északnyugat–délkelet irányban húzódik; több helyen is 470 méteres magasság fölé emelkedik, legmagasabb pontja 490 méter. Közigazgatásilag Csobánka és Pilisszántó területén emelkedik. Alapkőzete mészkő hárshegyi homokkővel és lösztakaróval. Legjelentősebb barlangja a Háromlyukú-zsomboly.
Viszonylag egységes, tisztásokkal kevéssé szabdalt középhegységi lombos erdők borítják. A hegyoldalban mészkedvelő cseres-tölgyes, illetve törmeléklejtő erdők találhatók, a hegytetőn lejtőgyepek és sajmeggyes molyhos tölgyesek találhatók. Jellemző védett növényei a tavaszi hérics, a sápadt kosbor, a tarka nőszirom, a selymes peremizs, a selymes boglárka, a magyar bogáncs, az apró nőszirom, a pusztai meténg, a nagyezerjófű és a magyar repcsény.

## Turizmus
A hegyen található a Kinizsi Százas egyik ellenőrzőpontja, és 2009-ig itt haladt a Terep Százas útvonala is.